# 화인써키트
화인써키트(Fine Circuit Co. Ltd.)는 대한민국의 PCB 기업이다. 본사는 인천광역시 남동구 남동대로79번길 71에 위치해 있으며 대표이사는 유수권이다. 단면과 양면, MLB 등 여러 PCB를 생산하고 있다 2023년 1월에 (주)그리핀인베스트먼트 출자 설립하였으며 2023년 1월에는 덴탈용 지르코니아 기업 (주)유앤씨인터내셔널을 인수하였다

## 상장
2023년 2월 17일에 신영해피투모로우6호 스팩과 합병하여 상장하였다.코스닥 상장 첫날에 상한가를 기록하였다.

## 배당
보통주 1주당 400원의 결산 현금배당을 하였다.

## 자회사
UNC인터내셔널(덴탈용 지르코니아)

## 참고 문헌
1. ↑  배요한, 상장人터뷰- 유수권 화인써키트 대표 "국내 경성 PCB 1위 목표...전장 시장 진출 위해 M&A 추진", 뉴스핌, 2022년 12월 7일
2. ↑  이로운, 화인써키트, 덴탈용 지르코니아 전문 기업 유앤씨인터내셔널 인수, 디스커버리뉴스, 2023년 3월 15일
3. ↑  김환, 화인써키트 상장 첫날 주가 장중 상한가, 신영해피투모로우6호 스팩합병, 비즈니스포스트, 2023년 2월 17일
4. ↑  '스팩합병' 화인써키트…상한가 직행, 한국경제, 2023년 2월 17일
5. ↑  이은정, 화인써키트, 주당 400원 결산 현금배당 결정, 이데일리, 2024년 3월 11일
6. ↑  이지연, 지르코니아 업체 유앤씨인터내셔널, 글로벌 심미보철 시장 공략 강화, 데일리경제, 2023년 12월 13일